# スティーブ・バルボニ
スティーブ・バルボニ（Stephen Charles Balboni, 1957年1月16日 - ）はMLBニューヨーク・ヤンキース、カンザスシティ・ロイヤルズなどに所属した一塁手、指名打者。アメリカ合衆国マサチューセッツ州ブロックトン出身。右投げ右打ち。
ニックネームはその長打力からバイバイ（Bye Bye）が有名であったが、名字を短縮してザ・バルブ（The Balb）、ボーンズ（Bones）と呼ばれることもあった。トレードマークのくちひげと、本塁打か三振かというその豪快なバッティングスタイルでファンに愛された。36オンス（約1キログラム）というとても重いバットを使用していた。

## 経歴
ニューハンプシャー州マンチェスターにあるメモリアル高校からフロリダ州セントピーターズバーグにあるエッカード大学に進んだ彼は1978年のスポーティングニュース誌が選ぶオール・アメリカチームに選出されるなど強打者としてならし、6月のドラフトでヤンキースから2巡目（全体の52番目）で指名され入団する。プロ2年目の1979年にアドバンスドAで140に試合出場し、打率は.252ながら26本塁打、91打点で本塁打王、打点王とMVPを獲得、翌1980年にもAAで141試合出場で打率.301、34本塁打、122打点で2年連続となる本塁打王、打点王とMVPを獲得と期待通りの活躍を見せる。ただし三振もそれぞれ154（三振王）、162とすでに後の豪快さは見えていた。

### ヤンキース
1981年4月22日にヤンキー・スタジアムでのデトロイト・タイガース戦でメジャーデビューを果たしたが、2試合に出場しただけでAAAに降格される。再昇格は9月26日のことであった。AAAでは124試合に出場し、打率.247、33本塁打、98打点で3年連続でマイナーの本塁打、打点の2冠王となる一方、146三振でまたしても三振王となる。1982年は5月7日に昇格し、5月13日のオークランド・アスレチックス戦でメジャー初本塁打を放つも調子が上がらず、6月1日の試合後AAAに降格。7月に3試合だけ昇格したが、その後はセプテンバー・コールアップを待つ形になった。AAAでは計83試合に出場し打率.284、32本塁打、86打点でまたしても本塁打王を獲得、三振は68と大幅に減少し選球眼は改善されたかにみえた。
今年こそメジャー定着かと思われた1983年だが、チームはシーズンオフにベテランケン・グリフィーを獲得、さらにAAA時代からとても仲の良かったチームメイトであるドン・マッティングリーが、マイナーでも常に3割を超えていた確実性のある打撃で成績を残す一方、相変わらずの不安定さで出場機会は限られたものとなった。12月8日には2対3のトレードでロイヤルズに放出された。事実上、チームは今後の一塁手としてマッティングリーを選んだ。

### ロイヤルズ
ロイヤルズに移籍し一塁手の定位置を獲得した1984年は低打率ながら28本塁打とチームのア・リーグ西地区優勝に貢献したが、チャンピオンシップシリーズではタイガースの前に0勝3敗で敗れた。守備ではリーグ最多タイの15失策とあまり良い所はなかった。またこのシーズンは、投手以外では史上2人目となる9打席連続三振という記録も残した。この不名誉な記録を残した他の選手は、アドルフォ・フィリップス（1966年）、エリック・デービス（1987年）、レジー・ジャクソン（1987年）、ボー・ジャクソン（1988年）、マーク・レイノルズ（2007年）の5人である。
1985年は彼のキャリア・イヤーとなった。ロイヤルズのチーム記録として今も残る36本塁打（2007年末時点）を放ち、2年連続となるア・リーグ西地区優勝に貢献、チャンピオンシップシリーズは4勝3敗でトロント・ブルージェイズに勝利し、チームはワールドシリーズへと進出する。シリーズでは全7試合に出場し、長打は無かったが打率.320、出塁率.433、3打点を記録、更に守備でもレギュラーシーズンでは12失策であったが軽快なグラブさばきを見せるなど活躍する。チームは4勝3敗でセントルイス・カージナルスに勝利し、1969年の球団創設以来初のワールドシリーズ制覇となった。
ちなみにこの年以降、36本以上本塁打を放った選手がいるチームはワールドシリーズに勝てないという奇妙なジンクスがあったが、ルイス・ゴンザレスが在籍するアリゾナ・ダイヤモンドバックスが優勝した2001年のワールドシリーズで破られた。
1986年は相変わらずの彼らしい打撃であったが、18失策で2度目の失策王となってしまった。翌1987年は自身の背中の故障と、怪我がちなジョージ・ブレットが三塁から守備の負担が軽い一塁にまわったこともあり、指名打者での出場機会が増えた。

### 現役晩年
1988年は開幕から打率1割台の不振で5月27日にロイヤルズを解雇されたが、6月1日にシアトル・マリナーズと契約する。移籍後は徐々に復調し、マリナーズでは21本塁打を放った。
1989年は初めてのア・リーグに適応できなかったジャック・クラークをトレードで放出し、さらにデーブ・ウィンフィールドが背中の故障でシーズン全休確定となるなど、強打者不足におちいっていたヤンキースが触手を伸ばし、開幕直前の3月27日にマイナー選手とのトレードで移籍する。彼は6年ぶりにピンストライプのユニフォームに袖を通すこととなった。一塁にはマッティングリーがいるため主に指名打者での出場となったが、ここにも前年マリナーズでシーズン途中まで同僚だった左打ちの強打者、ケン・フェルプスがおり、結局110試合の出場にとどまった。1990年はメル・ホールや新人ケビン・マースの活躍もあり出場機会も減り、打率も2割に届かないなど低調な成績に終わる。チームも95敗で1966年以来の最下位であった。
1991年は開幕直前の4月1日にヤンキースに解雇されたが、2か月後の6月2日にテキサス・レンジャーズと契約する。だがメジャーには昇格は出来ずに、AAAでシーズンを終えた。1992年もAAAで過ごしたが30本塁打、105打点と久々に本塁打王、打点王を獲得した。1993年もAAAで36本塁打と本塁打王を獲得、AAAのオールスターにも選出された。9月13日にレンジャーズに昇格したが、2試合のみの出場であった。37歳になった1994年は日本行きか引退かといった状況であったが、古巣ロイヤルズが声をかけキャンプに招待選手として参加、しかし開幕ロースターには残れず引退した。
マイナーでは本塁打王6回、打点王4回、メジャーとの通算では420本塁打を放った。温厚な語り口でチームメイトにも愛された選手だった。

### 引退後
1998年から2000年までロイヤルズ傘下のマイナーで打撃コーチをつとめた後、2001年はエクスポズ傘下のショートシーズンA、バーモント・エクスポズの監督として指揮をとり優勝している。その後はカージナルス傘下のAAニューヘブン・レイブンズ（2002年）、テネシー・スモークス（2003年 - 2004年）、ニュージャージー・カージナルス（2005年）、2006年はショートシーズンAのステート・カレッジ・スパイクスでそれぞれ打撃コーチをつとめた。
現在はスティーブ・バルボニ・ベースボール・スクールで野球を教えている。

## 詳細情報

### 年度別打撃成績
| 年 度     | 球 団     | 試 合 | 打 席 | 打 数 | 得 点 | 安 打 | 二 塁 打 | 三 塁 打 | 本 塁 打 | 塁 打 | 打 点 | 盗 塁 | 盗 塁 死 | 犠 打 | 犠 飛 | 四 球 | 敬 遠 | 死 球 | 三 振 | 併 殺 打 | 打 率 | 出 塁 率 | 長 打 率 | O P S |
| --------- | --------- | ----- | ----- | ----- | ----- | ----- | -------- | -------- | -------- | ----- | ----- | ----- | -------- | ----- | ----- | ----- | ----- | ----- | ----- | -------- | ----- | -------- | -------- | ----- |
| 1981      | NYY       | 4     | 8     | 7     | 2     | 2     | 1        | 1        | 0        | 5     | 2     | 0     | 0        | 0     | 0     | 1     | 0     | 0     | 4     | 0        | .286  | .375     | .714     | 1.089 |
| 1982      | NYY       | 33    | 114   | 107   | 8     | 20    | 2        | 1        | 2        | 30    | 4     | 0     | 0        | 0     | 1     | 6     | 0     | 0     | 34    | 1        | .187  | .228     | .280     | .508  |
| 1983      | NYY       | 32    | 95    | 86    | 8     | 20    | 2        | 0        | 5        | 37    | 17    | 0     | 0        | 0     | 1     | 8     | 0     | 0     | 23    | 2        | .233  | .295     | .430     | .725  |
| 1984      | KC        | 126   | 488   | 438   | 58    | 107   | 23       | 2        | 28       | 218   | 77    | 0     | 0        | 0     | 1     | 45    | 5     | 4     | 139   | 9        | .244  | .320     | .498     | .818  |
| 1985      | KC        | 160   | 662   | 600   | 74    | 146   | 28       | 2        | 36       | 286   | 88    | 1     | 1        | 0     | 5     | 52    | 4     | 5     | 166   | 14       | .243  | .307     | .477     | .784  |
| 1986      | KC        | 138   | 562   | 512   | 54    | 117   | 25       | 1        | 29       | 231   | 88    | 0     | 0        | 0     | 6     | 43    | 2     | 1     | 146   | 8        | .229  | .286     | .451     | .737  |
| 1987      | KC        | 121   | 425   | 386   | 44    | 80    | 11       | 1        | 24       | 165   | 60    | 0     | 0        | 0     | 3     | 34    | 1     | 2     | 97    | 11       | .207  | .273     | .427     | .700  |
| 1988      | KC        | 21    | 64    | 63    | 2     | 9     | 2        | 0        | 2        | 17    | 5     | 0     | 0        | 0     | 0     | 1     | 0     | 0     | 20    | 0        | .143  | .156     | .270     | .426  |
| 1988      | SEA       | 97    | 376   | 350   | 44    | 88    | 15       | 1        | 21       | 168   | 61    | 0     | 1        | 0     | 2     | 23    | 2     | 1     | 67    | 8        | .251  | .298     | .480     | .778  |
| '88計     | SEA       | 118   | 440   | 413   | 46    | 97    | 17       | 1        | 23       | 185   | 66    | 0     | 1        | 0     | 2     | 24    | 2     | 1     | 87    | 8        | .235  | .277     | .448     | .725  |
| 1989      | NYY       | 110   | 334   | 300   | 33    | 71    | 12       | 2        | 17       | 138   | 59    | 0     | 0        | 0     | 6     | 25    | 5     | 3     | 67    | 10       | .237  | .296     | .460     | .756  |
| 1990      | NYY       | 116   | 307   | 266   | 24    | 51    | 6        | 0        | 17       | 108   | 34    | 0     | 0        | 1     | 2     | 35    | 2     | 3     | 91    | 4        | .192  | .291     | .406     | .697  |
| 1993      | TEX       | 2     | 5     | 5     | 0     | 3     | 0        | 0        | 0        | 3     | 0     | 0     | 0        | 0     | 0     | 0     | 0     | 0     | 2     | 0        | .600  | .600     | .600     | 1.200 |
| MLB：11年 | MLB：11年 | 960   | 3440  | 3120  | 351   | 714   | 127      | 11       | 181      | 1406  | 495   | 1     | 2        | 1     | 27    | 273   | 21    | 19    | 856   | 67       | .229  | .293     | .451     | .744  |

- 各年度の太字はリーグ最高

## 参考資料
1. 1 2 3  “Steve Balboni - BR Bullpen”. 2008年2月12日閲覧。
2. ↑  “Steve Balboni: Information and Much More from Answers.com”. 2008年2月12日閲覧。
3. 1 2 3  “BASEBALL; Balboni Heading For Final Roundup  - New York Times”. 2008年2月12日閲覧。
4. ↑  “The Official Site of Major League Baseball: History: 1978 First-Year Player Draft : June Regular Phase”. 2008年2月12日閲覧。
5. 1 2 3 4 5 6  “Steve Balboni: Encyclopedia II - Steve Balboni - Minor League Career”. 2008年2月12日閲覧。
6. ↑  “WasWatching.com: Steve Balboni & Wayne Tolleson”. 2008年2月12日閲覧。
7. ↑  “Don Mattingly Statistics - The Baseball Cube”. 2008年2月12日閲覧。
8. 1 2 3  “Steve Balboni Biography”. 2008年2月12日閲覧。
9. ↑  “The Official Site of The Kansas City Royals: History: Royals Season Records”. 2008年2月12日閲覧。
10. ↑  “ESPN.com: MLB Playoffs - The Curse of the Balboni”. 2008年2月12日閲覧。
11. ↑  “Steve Balboni: Encyclopedia II - Steve Balboni - Minor League Career”. 2008年2月12日閲覧。